# Thomas Raggi
Thomas Raggi, né le 18 janvier 2001 à Rome, est un auteur-compositeur et musicien italien.
Il est surtout connu pour être le guitariste du groupe de rock italien Måneskin, qui a remporté le Festival de Sanremo 2021 puis le Concours Eurovision de la chanson 2021 pour l'Italie avec la chanson Zitti e buoni.

## Biographie
Thomas Raggi commence à apprendre la guitare classique enfant, puis s'oriente vers la guitare électrique. Il joue dans des groupes depuis l'âge de 12 ans. A cet âge, il sait déjà qu'il veut se consacrer à la musique. Il rencontre Victoria De Angelis au collège, avec laquelle il fonde le groupe Måneskin et recrute Damiano David au chant et grâce à une annonce sur Facebook, Ethan Torchio à la batterie.
Il cite comme principales influences Jimmy Page, Slash, John Frusciante, Jimi Hendrix, Jon Spencer et Eric Clapton,. Sur scène, il utilise principalement une Fender Custom Shop '63 Stratocaster Heavy Relic, mais sa guitare favorite est une Squier japonaise. Thomas parle peu de sa vie privée, qui reste secrète d’où son surnom, Le Cobra (il cobra en italien)[réf. nécessaire]. Il compte aujourd'hui 1,7 million de followers sur Instagram.